# Ciato

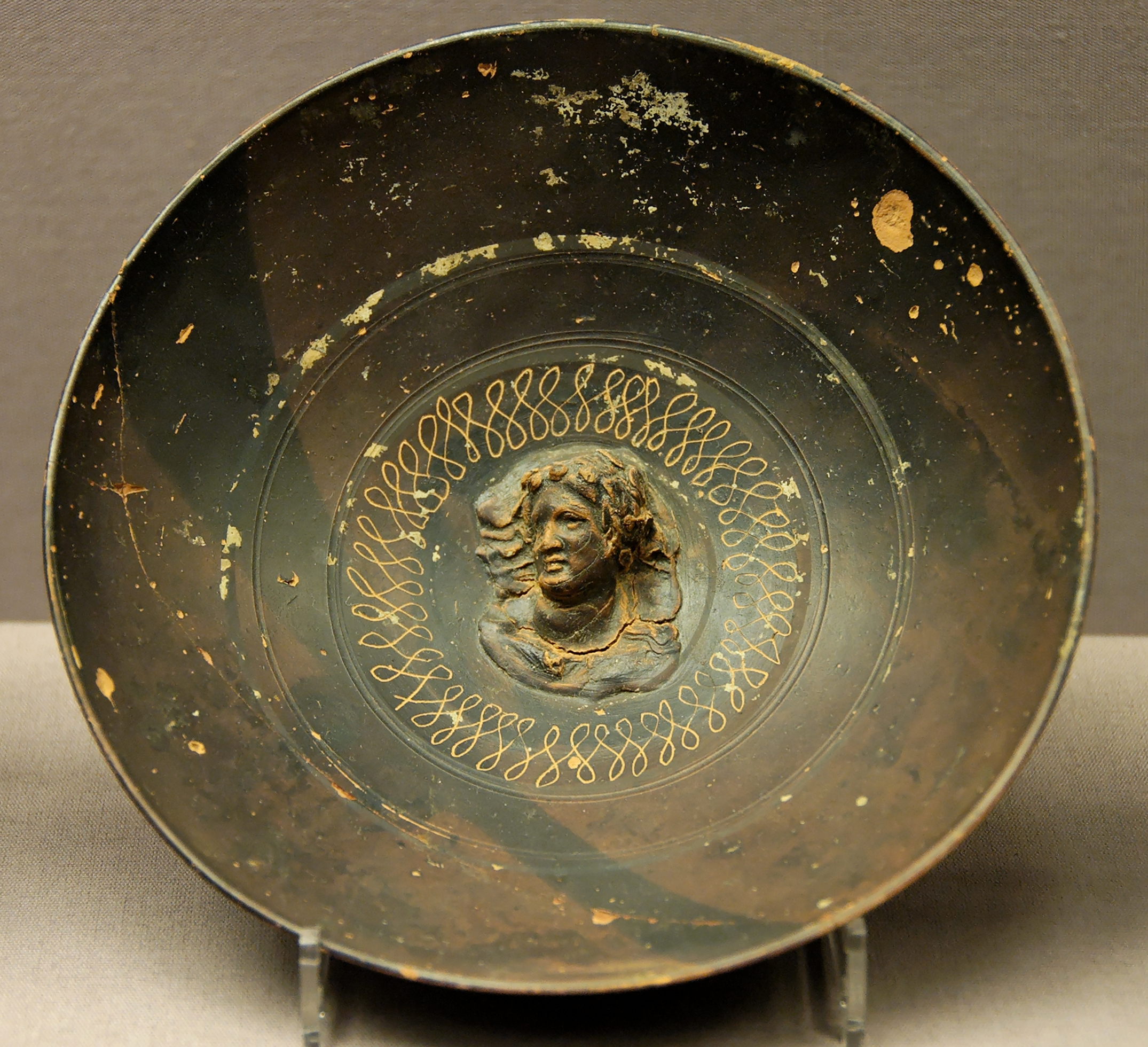
Cotile

Il ciato (in greco antico: κύαθος?, kýathos; in latino cyathus) era un'unità di misura di volume in uso nell'antica Grecia.

## Definizione
Il ciato era un'antica unità di misura di capacità sia per i liquidi che per i solidi, il cui valore assoluto variava da una località all'altra ma che si può approssimare in circa 0,046 litri.
Queste le proporzioni tra le varie unità di misura dei volumi nell'antica Grecia:
- cotile      6   ciati
- oxybafon    1,5 ciati
- xeste      12   ciati
- congio     72   ciati
- anfora     72   cotili
- metreta   144   cotili